# كاربوبروتوس إيدوليس
كاربوبروتوس إيدوليس هو نبات زاحف ذو أوراق عصارية ينتمي إلى جنس كاربوبروتوس، وهو موطنه الأصلي جنوب أفريقيا. تشمل أسماؤه الشائعة التين الهوتنتوتي، التين الحامض، نبات الجليد، نبات الجليد على الطرق السريعة، أو التين فيجي.

## الوصف
كاربوبروتوس إيدوليس هو نبات عصاري زاحف يشكل حصيرًا. ينمو طوال العام، حيث تنمو القطع الفردية من السيقان أكثر من 1 متر (3 أقدام) في السنة. يمكن أن يصل إلى قطر لا يقل عن 50 مترًا (165 قدمًا). الأوراق لها لون أخضر باهت أو أصفر-أخضر. وهي منحنية قليلاً جدًا ولها جوانب مسننة بالقرب من الأطراف.
تنتج الأزهار الصفراء من أبريل إلى أكتوبر، ويتراوح قطرها من 6.4 إلى 15.2 سنتيمترًا (من 2.5 إلى 6 بوصات). اثنان من فصوص الكأس أطول، ممتدان أبعد من البتلات. تفتح الأزهار في الصباح تحت ضوء الشمس الساطع وتغلق في الليل. الوعاء له شكل يشبه الوتد، حيث يضيق نحو الساق. الثمرة متعددة الغرف، وتنضج من الأخضر إلى الأصفر.

### لبتركيبة الكيميائية
يحتوي كاربوبروتوس إيدوليس على الروتين، النيوهيسبيريدين، الهيبروازيد، والكيتشين وحمض الفيروليك؛ وهذه المركبات تساهم في الخصائص المضادة للبكتيريا للنبات. كما يحتوي أيضًا على البروسيانيدينات والبروبيلارغونيدينات.

### أنواع مماثلة
يُخلط بين هذا النوع وأقاربه القريبين، بما في ذلك كاربوبروتوس تشيلينسيس (التين البحري) الأصغر حجمًا والأقل عدوانية، والذي يتزاوج معه بسهولة. ومع ذلك، يمكن التمييز بين كاربوبروتوس إيدوليس ومعظم أقاربه من خلال حجم وزهوره الصفراء. أما أزهار كاربوبروتوس تشيلينسيس الأصغر، التي يتراوح قطرها بين 3.8 إلى 6.4 سنتيمتر (من 1.5 إلى 2.5 بوصة)، فهي ذات لون ماغينتا داكن.

## التصنيف
هذا النوع هو أحد أعضاء عائلة التين-القطيفة، الديمومية، وهي واحدة من حوالي 30 نوعًا في جنس كاربوبروتوس. تم تصنيفه سابقًا في جنس السبيبوأحيانًا يُشار إليه باسم M. edule.

## التوزيع والموئل
ينمو التين الحامض على المنحدرات الساحلية والداخلية في جنوب أفريقيا من ناماكوالاند في الكاب الشمالية مرورًا بكاب الغربية وصولًا إلى كاب الشرقية. وغالبًا ما يُعتبر نباتًا رائدًا في المواقع المتضررة.

## علم البيئة
تُلقح الأزهار بواسطة النحل الفردي، ونحل العسل، ونحل النجار، والعديد من أنواع الخنافس. تُأكل الأوراق من قبل السلاحف. تُأكل الأزهار من قبل الغزلان والبابون. تُؤكل الثمار من قبل البابون، والقوارض، والقنافذ، والغزلان، الذين يقومون أيضًا بنشر البذور. توفر التكتلات مأوى للقواقع والسحالي والسقنقورية. وغالبًا ما تُعثر الأفعى النفاثة وأفاعي أخرى مثل أفعى الكوبرا الرأسية في تكتلات كاربوبروتوس، حيث يهاجمون القوارض الصغيرة التي تجذبها الثمار.

### كنوع مجتاح
لقد أصبح كاربوبروتوس إيدوليس متأقلمًا في العديد من المناطق حول العالم، وهو نوع غازي في عدة أماكن، لا سيما في أستراليا وكاليفورنيا والبحر الأبيض المتوسط، جميعها تتمتع بمناخات مشابهة. لقد هربت هذه النبتة من الزراعة وأصبحت غازية، مما يشكل مشكلة بيئية خطيرة من خلال تشكيل مناطق أحادية الأنواع واسعة، مما يؤدي إلى انخفاض التنوع البيولوجي، والتنافس المباشر مع عدة أنواع نباتية مهددة أو مهددة بالانقراض من أجل المواد المغذية، والماء، والضوء، والمساحة.
يمكن نسب نجاح كاربوبروتوس إيدوليس كنوع غازي إلى عدة آليات تكيفية رئيسية. حيث يظهر النبات معدل نمو كلاوني مرتفع، وهي سمة غالبًا ما ترتبط بالأنواع الغازية الناجحة. كما يظهر النبات الغازي مستويات عالية من البلاستيسية الشكلية، مما يسمح له بالتكيف بشكل جيد مع الظروف البيئية المتنوعة مثل المنحدرات الساحلية والغابات الغنية بالمواد المغذية. وقد أثارت هذه البلاستيسية القلق بشأن انتشاره المستمر، خاصة في ظل التغيرات المناخية الحالية.
من خلال التهجين، يحصل كاربوبروتوس إيدوليس الغازي على تنوع جيني وسمات جديدة تعزز من تكيفه بشكل أكبر. يقوم هذا النوع بتبادل جيني بسهولة مع أنواع أخرى من كاربوبروتوس، مثل كاربوبروتوس تشيلينسيس، مما يؤدي إلى ظهور أنواع هجينة ذات تركيبات جينية فريدة تسمح لها بالازدهار والتفوق على النباتات الأصلية. أظهرت تحليلات الحمض النووي البلاستيدي وجود تشابه جيني كبير بين كاربوبروتوس إيدوليس وكاربوبروتوس تشيلينسيس، مما يشير إلى أن كلا النوعين قد يشتركان في سلف مشترك.

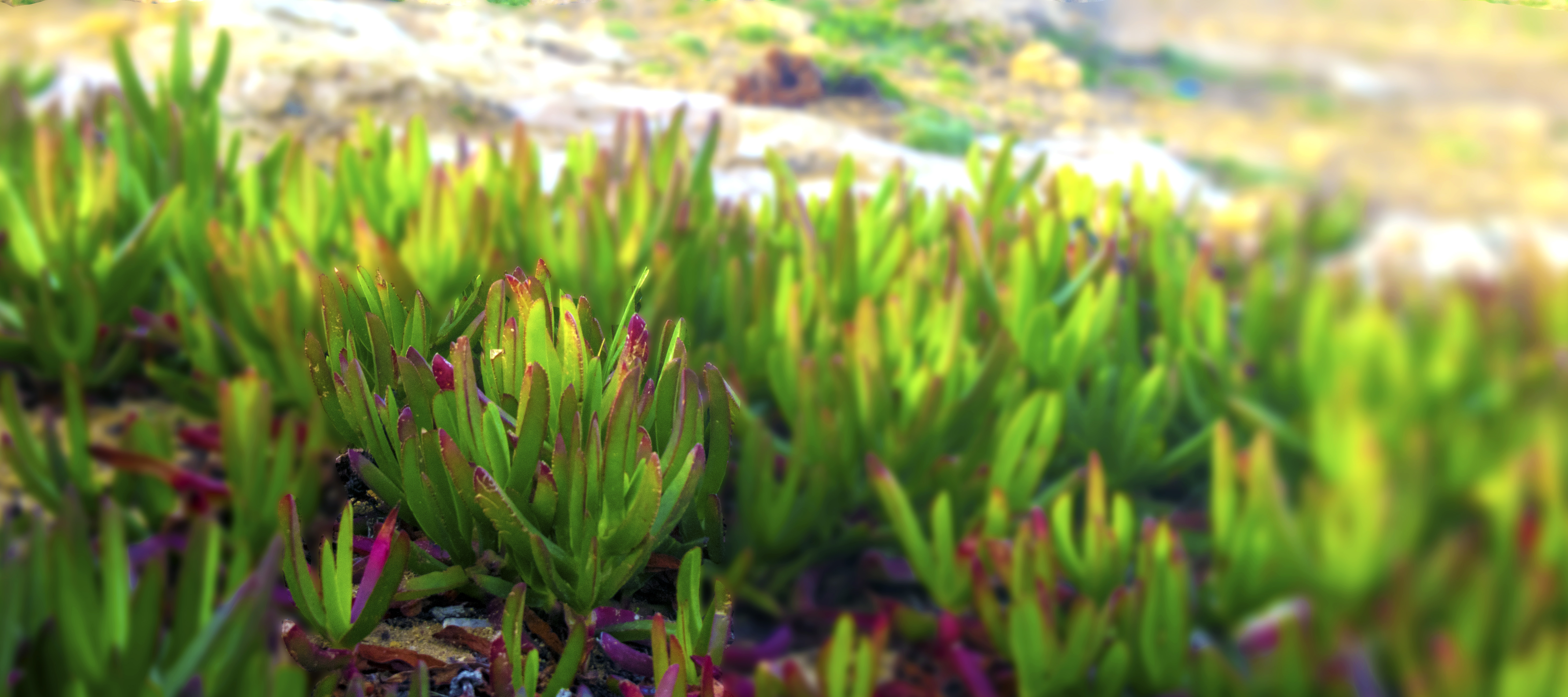
تم العثور عليها في رأس أنجيلا في بنزرت تونس بالقرب من البحر الأبيض المتوسط

#### أيرلندا
تم تسجيلها كحديقة هروب من مقاطعة داون، في الجنوب والشرق وعلى منحدرات هاوث هيد، مقاطعة دبلن.

#### البحر الأبيض المتوسط
على ساحل البحر الأبيض المتوسط، انتشر كاربوبروتوس بسرعة وأصبح الآن أجزاء من السواحل مغطاة بالكامل. علاوة على ذلك، أظهرت الدراسات أن نوعًا غازيًا آخر، وهو الفأر الأسود، يسهم في تعزيز انتشار نبات الثلج من خلال فضلاته. بما أن نبات الثلج يمثل مصدرًا غذائيًا للفأر، فإن كلاً منهما يستفيد من الآخر، وهو ما يُعرف باسم "التقايض الغازي".

#### نيوزيلندا
في نيوزيلندا، يشكل نبات كاربوبروتوس مزارع أحادية النوع وقد غزا مساحات واسعة من النظام البيئي للكثبان الرملية الساحلية. يُصنف كاربوبروتوس وهجيناته ككائنات غير مرغوب فيها ويتم إدراجها في الاتفاق الوطني لمكافحة الحشائش.

#### الولايات المتحدة

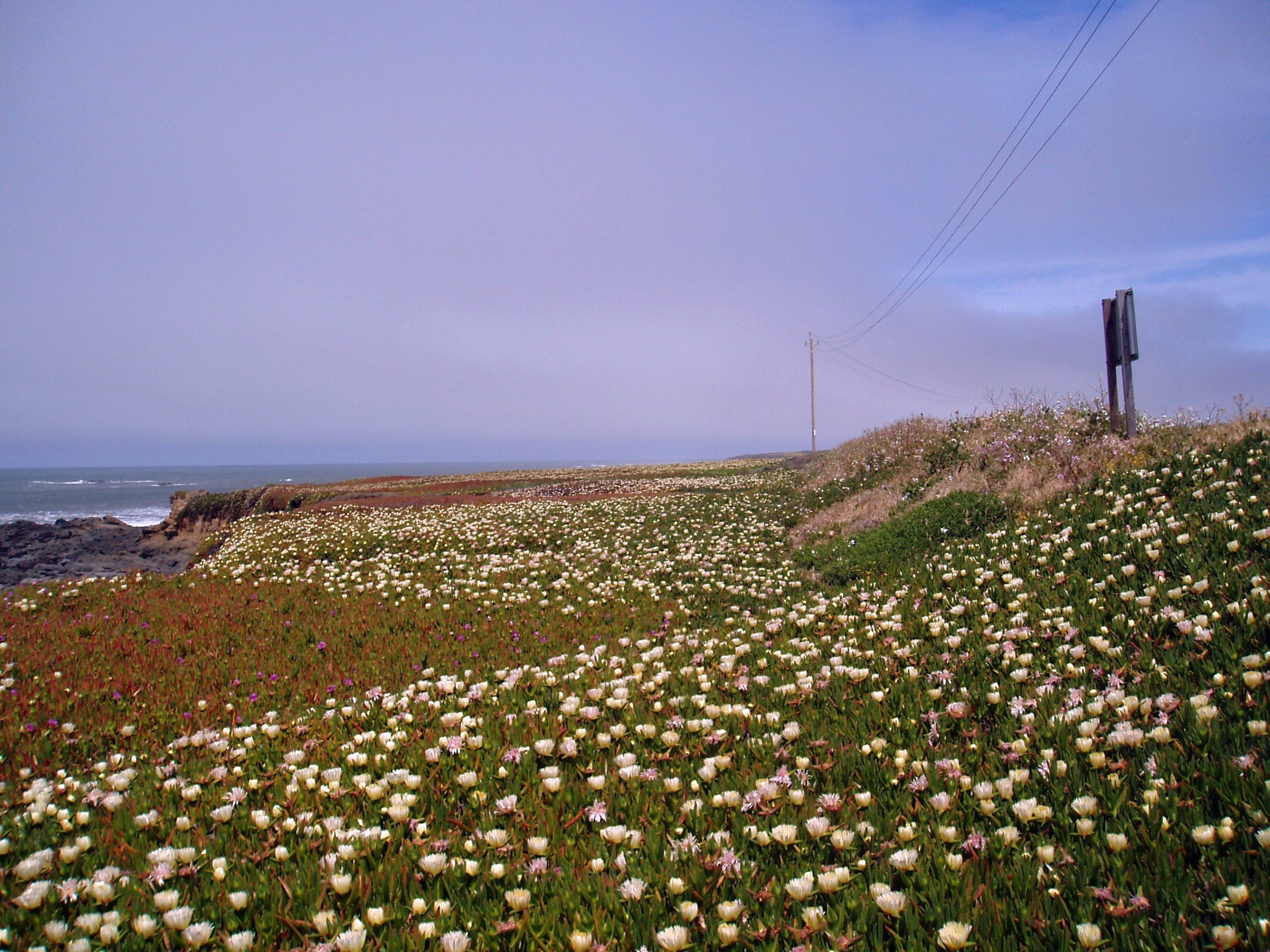
يشكل نبات الجليد مناطق كبيرة أحادية النوع.

على الرغم من أن نبات الثلج قد وصل عبر السفن في وقت مبكر من القرن السادس عشر، إلا أن كاربوبروتوس تم إدخاله بنشاط في أوائل القرن العشرين لتثبيت الكثبان الرملية والتربة على طول مسارات السكك الحديدية؛ ثم تم استخدامه لاحقًا من قبل كالترانس لتغطية الأرض على طول منحدرات الطرق السريعة. تم زراعته على آلاف الأفدنة في كاليفورنيا حتى السبعينيات. ينتشر بسهولة عن طريق البذور (مئات البذور لكل ثمرة) ومن خلال تقسيم الأجزاء (أي جزء من الساق يمكن أن ينتج جذورًا). لقد جعلته أوراقه العصارية، وزهوره الصفراء الزاهية، ومقاومته لبعض الظروف المناخية الساحلية القاسية (مثل الملوحة) نباتًا مفضلًا للحدائق. تم الترويج لنبات الثلج على مدى عدة عقود كنبات زينة، ولا يزال متاحًا في بعض المشاتل. يمكن أن تتحول أوراق نبات الثلج إلى اللون الأحمر الزاهي أو الأصفر. على الرغم من استخدامه كمثبت للتربة، إلا أنه في الواقع يزيد من تآكل السواحل ويسرع من عملية الانهيار. يحتفظ كميات كبيرة من الماء في أوراقه، وجذوره ضحلة جدًا. في موسم الأمطار، يزيد الوزن المضاف على المنحدرات الرملية غير المستقرة من احتمالات انهيار المنحدرات والانزلاقات الأرضية.
لا يزال نبات الثلج وفيرًا على طول الطرق السريعة، الشواطئ، في القواعد العسكرية، وفي المناظر الطبيعية العامة والخاصة الأخرى. ينتشر خارج زراعات المناظر الطبيعية وقد غزا الكثبان الرملية الأمامية، والشجيرات الكثبية، والشجيرات الساحلية على المنحدرات، والمرج الساحلي، وآخرها المجتمعات الشجيرية البحرية. في باها كاليفورنيا، يُعثر على نبات الثلج في المواطن الساحلية من شمال يوريكا إلى الجنوب حتى روساريتو في باجا كاليفورنيا. لا يتحمل الصقيع، ولا يُعثر عليه بعيدًا عن السواحل أو على ارتفاعات تزيد عن حوالي 500 قدم (150 مترًا).
يحدث الإزهار طوال العام تقريبًا، ويبدأ في فبراير في جنوب كاليفورنيا ويستمر حتى الخريف في شمال كاليفورنيا، مع وجود الزهور لمدة بضعة أشهر على الأقل في أي مجموعة سكانية معينة.

#### إزالة النبات
يمكن محاولة التحكم في نباتات الجليد عن طريق سحب النباتات الفردية يدويًا أو باستخدام الآلات الثقيلة مثل الجرارات أو المعدات الصغيرة، ولكن من الضروري إزالة السيقان المدفونة وتغطية التربة بالمواد العضوية لمنع إعادة الاستقرار. أما بالنسبة للتحكم الكيميائي، يتم استخدام مبيدات الأعشاب التي تحتوي على الجليفوسات. نظرًا لمحتوى المياه العالي في أنسجة الأجزاء الخضراء، فإن حرق النباتات الحية أو الميتة ليس وسيلة مفيدة للتحكم أو التخلص منها.

## الاستخدامات
الثمرة صالحة للأكل (مثل بعض الأعضاء الآخرين من عائلة الديمومية)، وكذلك أوراقها. في جنوب أفريقيا، يتم جمع ثمار التين الحامض الناضجة وتؤكل إما طازجة أو تُصنع منها مربى حامض للغاية.
تُستخدم أجزاء مختلفة من كاربوبروتوس إيدوليس بأشكال مختلفة في الطب التقليدي، خاصة في جنوب أفريقيا. عادةً ما يتم تناول الثمار والزهور طازجة أو مطبوخة لعلاج الالتهابات الفطرية والبكتيرية. يمكن تناول الأوراق عن طريق الفم لعلاج مشاكل الهضم أو يمكن مص عصيرها للمساعدة في تخفيف آلام الحلق. يمكن أيضًا مزج العصير مع قاعدة مرهم واستخدامه لمشاكل خارجية مثل السعفة، والكدمات، والحروق الشمسية، والشفتين المتشققين.

## روابط
- كاربوبروتوس إيدوليس في معهد غابات جزر المحيط الهادئ
- نباتات كالفلورا الغازية